# Sun Is Shining (single van Axwell Λ Ingrosso)
Sun Is Shining is een single van het Zweedse progressive houseduo Axwell Λ Ingrosso, geschreven door Sebastian Ingrosso en Axel Hedfors, samen met Salem Al Fakir en Vincent Pontare. Het werd op 12 juni 2015 uitgebracht als muziekdownload. In Zweden, het geboorteland van Ingrosso en Hedfors, werd de nummer-één positie in de hitlijst bereikt. In nog vijf andere landen werd de hoogste tien nummers bereikt. In 2015 stond het voor het eerst in de Radio 2 Top 2000, op plaats 1800.

## Tracklijst
| Nr. | Titel          | Duur |
| --- | -------------- | ---- |
| 1.  | Sun Is Shining | 4:10 |

## Hitnoteringen

### Nederlandse Top 40
| Hitnotering: 08-08-2015 t/m 19-12-2015 | Hitnotering: 08-08-2015 t/m 19-12-2015 | Hitnotering: 08-08-2015 t/m 19-12-2015 | Hitnotering: 08-08-2015 t/m 19-12-2015 | Hitnotering: 08-08-2015 t/m 19-12-2015 | Hitnotering: 08-08-2015 t/m 19-12-2015 | Hitnotering: 08-08-2015 t/m 19-12-2015 | Hitnotering: 08-08-2015 t/m 19-12-2015 | Hitnotering: 08-08-2015 t/m 19-12-2015 | Hitnotering: 08-08-2015 t/m 19-12-2015 | Hitnotering: 08-08-2015 t/m 19-12-2015 | Hitnotering: 08-08-2015 t/m 19-12-2015 |
| Week:                                  | 1                                      | 2                                      | 3                                      | 4                                      | 5                                      | 6                                      | 7                                      | 8                                      | 9                                      | 10                                     | 11                                     |
| -------------------------------------- | -------------------------------------- | -------------------------------------- | -------------------------------------- | -------------------------------------- | -------------------------------------- | -------------------------------------- | -------------------------------------- | -------------------------------------- | -------------------------------------- | -------------------------------------- | -------------------------------------- |
| Positie:                               | 29                                     | 17                                     | 14                                     | 9                                      | 6                                      | 7                                      | 6                                      | 7                                      | 8                                      | 10                                     | 15                                     |
| Week:                                  | 12                                     | 13                                     | 14                                     | 15                                     | 16                                     | 17                                     | 18                                     | 19                                     | 20                                     |                                        |                                        |
| Positie:                               | 16                                     | 17                                     | 20                                     | 21                                     | 27                                     | 31                                     | 34                                     | 34                                     | 40                                     | uit                                    |                                        |

### NederlandseSingle Top 100
| Hitnotering (Week 1 t/m 28): 20-06-2015 t/m 26-12-2015 Hitnotering (Week 29): 09-01-2016 | Hitnotering (Week 1 t/m 28): 20-06-2015 t/m 26-12-2015 Hitnotering (Week 29): 09-01-2016 | Hitnotering (Week 1 t/m 28): 20-06-2015 t/m 26-12-2015 Hitnotering (Week 29): 09-01-2016 | Hitnotering (Week 1 t/m 28): 20-06-2015 t/m 26-12-2015 Hitnotering (Week 29): 09-01-2016 | Hitnotering (Week 1 t/m 28): 20-06-2015 t/m 26-12-2015 Hitnotering (Week 29): 09-01-2016 | Hitnotering (Week 1 t/m 28): 20-06-2015 t/m 26-12-2015 Hitnotering (Week 29): 09-01-2016 | Hitnotering (Week 1 t/m 28): 20-06-2015 t/m 26-12-2015 Hitnotering (Week 29): 09-01-2016 | Hitnotering (Week 1 t/m 28): 20-06-2015 t/m 26-12-2015 Hitnotering (Week 29): 09-01-2016 | Hitnotering (Week 1 t/m 28): 20-06-2015 t/m 26-12-2015 Hitnotering (Week 29): 09-01-2016 | Hitnotering (Week 1 t/m 28): 20-06-2015 t/m 26-12-2015 Hitnotering (Week 29): 09-01-2016 | Hitnotering (Week 1 t/m 28): 20-06-2015 t/m 26-12-2015 Hitnotering (Week 29): 09-01-2016 | Hitnotering (Week 1 t/m 28): 20-06-2015 t/m 26-12-2015 Hitnotering (Week 29): 09-01-2016 | Hitnotering (Week 1 t/m 28): 20-06-2015 t/m 26-12-2015 Hitnotering (Week 29): 09-01-2016 | Hitnotering (Week 1 t/m 28): 20-06-2015 t/m 26-12-2015 Hitnotering (Week 29): 09-01-2016 | Hitnotering (Week 1 t/m 28): 20-06-2015 t/m 26-12-2015 Hitnotering (Week 29): 09-01-2016 | Hitnotering (Week 1 t/m 28): 20-06-2015 t/m 26-12-2015 Hitnotering (Week 29): 09-01-2016 | Hitnotering (Week 1 t/m 28): 20-06-2015 t/m 26-12-2015 Hitnotering (Week 29): 09-01-2016 |
| Week:                                                                                    | 1                                                                                        | 2                                                                                        | 3                                                                                        | 4                                                                                        | 5                                                                                        | 6                                                                                        | 7                                                                                        | 8                                                                                        | 9                                                                                        | 10                                                                                       | 11                                                                                       | 12                                                                                       | 13                                                                                       | 14                                                                                       | 15                                                                                       | 16                                                                                       |
| ---------------------------------------------------------------------------------------- | ---------------------------------------------------------------------------------------- | ---------------------------------------------------------------------------------------- | ---------------------------------------------------------------------------------------- | ---------------------------------------------------------------------------------------- | ---------------------------------------------------------------------------------------- | ---------------------------------------------------------------------------------------- | ---------------------------------------------------------------------------------------- | ---------------------------------------------------------------------------------------- | ---------------------------------------------------------------------------------------- | ---------------------------------------------------------------------------------------- | ---------------------------------------------------------------------------------------- | ---------------------------------------------------------------------------------------- | ---------------------------------------------------------------------------------------- | ---------------------------------------------------------------------------------------- | ---------------------------------------------------------------------------------------- | ---------------------------------------------------------------------------------------- |
| Positie:                                                                                 | 86                                                                                       | 67                                                                                       | 60                                                                                       | 67                                                                                       | 69                                                                                       | 63                                                                                       | 52                                                                                       | 35                                                                                       | 25                                                                                       | 14                                                                                       | 8                                                                                        | 8                                                                                        | 8                                                                                        | 8                                                                                        | 10                                                                                       | 10                                                                                       |
| Week:                                                                                    | 17                                                                                       | 18                                                                                       | 19                                                                                       | 20                                                                                       | 21                                                                                       | 22                                                                                       | 23                                                                                       | 24                                                                                       | 25                                                                                       | 26                                                                                       | 27                                                                                       | 28                                                                                       |                                                                                          | 29                                                                                       |                                                                                          |                                                                                          |
| Positie:                                                                                 | 14                                                                                       | 17                                                                                       | 19                                                                                       | 26                                                                                       | 29                                                                                       | 32                                                                                       | 47                                                                                       | 47                                                                                       | 47                                                                                       | 61                                                                                       | 74                                                                                       | 86                                                                                       | uit                                                                                      | 85                                                                                       | uit                                                                                      |                                                                                          |

### 3FM Mega Top 50
| Positie: | 35 | 14 | 12 | 6  | 7  | 8  | 9  | 10 | 13 | 17 | 17  |
| Week:    | 12 | 13 | 14 | 15 | 16 | 17 | 18 | 19 | 20 | 21 |     |
| Positie: | 18 | 21 | 23 | 32 | 32 | 34 | 34 | 44 | 47 | 47 | uit |

### Vlaamse Ultratop 50
| Hitnotering: 01-08-2015 t/m 28-11-2015 | Hitnotering: 01-08-2015 t/m 28-11-2015 | Hitnotering: 01-08-2015 t/m 28-11-2015 | Hitnotering: 01-08-2015 t/m 28-11-2015 | Hitnotering: 01-08-2015 t/m 28-11-2015 | Hitnotering: 01-08-2015 t/m 28-11-2015 | Hitnotering: 01-08-2015 t/m 28-11-2015 | Hitnotering: 01-08-2015 t/m 28-11-2015 | Hitnotering: 01-08-2015 t/m 28-11-2015 | Hitnotering: 01-08-2015 t/m 28-11-2015 | Hitnotering: 01-08-2015 t/m 28-11-2015 | Hitnotering: 01-08-2015 t/m 28-11-2015 | Hitnotering: 01-08-2015 t/m 28-11-2015 | Hitnotering: 01-08-2015 t/m 28-11-2015 | Hitnotering: 01-08-2015 t/m 28-11-2015 | Hitnotering: 01-08-2015 t/m 28-11-2015 | Hitnotering: 01-08-2015 t/m 28-11-2015 | Hitnotering: 01-08-2015 t/m 28-11-2015 | Hitnotering: 01-08-2015 t/m 28-11-2015 | Hitnotering: 01-08-2015 t/m 28-11-2015 |
| Week:                                  | 1                                      | 2                                      | 3                                      | 4                                      | 5                                      | 6                                      | 7                                      | 8                                      | 9                                      | 10                                     | 11                                     | 12                                     | 13                                     | 14                                     | 15                                     | 16                                     | 17                                     | 18                                     |                                        |
| -------------------------------------- | -------------------------------------- | -------------------------------------- | -------------------------------------- | -------------------------------------- | -------------------------------------- | -------------------------------------- | -------------------------------------- | -------------------------------------- | -------------------------------------- | -------------------------------------- | -------------------------------------- | -------------------------------------- | -------------------------------------- | -------------------------------------- | -------------------------------------- | -------------------------------------- | -------------------------------------- | -------------------------------------- | -------------------------------------- |
| Positie:                               | 44                                     | 12                                     | 8                                      | 10                                     | 9                                      | 10                                     | 14                                     | 9                                      | 9                                      | 16                                     | 13                                     | 16                                     | 17                                     | 21                                     | 26                                     | 31                                     | 38                                     | 47                                     | uit                                    |

### NPO Radio 2 Top 2000
| Nummer met noteringen in de NPO Radio 2 Top 2000 | '15  | '16  | '17  |
| ------------------------------------------------ | ---- | ---- | ---- |
| Sun Is Shining                                   | 1800 | 1815 | 1981 |

1. ↑  Een vetgedrukt getal geeft de hoogste notering aan.
2. ↑  2015 was het eerste jaar met een notering voor dit nummer.
3. ↑  Deze tabel is bijgewerkt tot en met de meest recente editie (2024).

## Releasedata
| Land   | Releasedatum | Formaat        | Label   |
| ------ | ------------ | -------------- | ------- |
| Zweden | 12 juni 2015 | Muziekdownload | Def Jam |